# La Chapelle-du-Bois-des-Faulx

La Chapelle-du-Bois-des-Faulx este o comună în departamentul Eure, Franța. În 1 ianuarie 2022 avea o populație de 656 de locuitori.